# László Tóth (cestista)
László Tóth (Győr, 1931 – Laguna Hills, 4 luglio 2022) è stato un cestista ungherese.

## Carriera
Con l'Ungheria disputò due edizioni dei Campionati europei (1955, 1957).